# Поет-пісняр
Поет-пісняр, іноді пісняр — автор слів пісні, текстяр.
Нерідко працюють у парі з композиторами, створюючи тривалі та плідні спілки, наприклад: Брати Айра та Джордж Гершвін США, Елтон Джон та Берні Топін Англія, Могол та Лучіо Батисті Італія, Олександра Пахмутова та Миколай Добронравов Росія.
Можуть писати тексти на вже наявну музику, пропонувати тексти для їх музикування, а також перекладати тексти пісень з інших мов, адаптуючи пісню до іншого мовного середовища.
Автори, що пишуть і тексти, і музику пісень, та виконують їх, називаються авторами-виконавцями або піснярами. Останнім часом деякі такі автори іменують себе канторами, наслідуючи термінам деяких західних мов, наприклад, італ. cantautore.

## Проблеми терміна
У літературознавстві тексти пісень не відносять до поезії, і авторів таких текстів у світі Поетами не називають. Український поет-пісняр походить від російського поет-песенник, термін, що усталився в Радянському Союзі і мав зв'язок з комуністичною ідеологією. Оскільки пісня розглядалась як серйозний та ефективний важіль впливу на свідомість мас, авторів слів пісень називали поетами, підкреслюючи цим високу суспільну вартість їх діяльності.
З іншого боку, багато пісень писались на вірші дійсних поетів, що давало підставу називати їх поетами-піснярами. Однак такі їх тексти, як правило, не мають високої поетичної вартості й не набувають окремого від пісні життя.
У пострадянський час невідповідність терміна змісту та якості діяльності стало відчуватись ясніше, і з'являються спроби замінити його іншими лексемами: у російській — текстовик; в українській
- пісняр. — має значення як автор текстів пісні, так і автор музики пісні, або автор і тексту, і музики пісні,
- текстяр — автор тексту пісні.

## Іншими мовами
- Англійська мова — Lyricist (слов'яр)
- Білоруська мова — Песняр (пісняр)
- Іспанська мова — Letrista (слов'яр)
- Італійська мова — paroliere (слов'яр)
- Німецька мова — Liedtexter (піснетекстер)
- Польська мова — Piosenkarz (пісенькар)
- Португальська мова — Letrista (слов'яр)
- Сербська мова — Tekstopisac
- Словацька мова — Textár
- Фінська мова — Sanoittaja
- Французька мова — Parolier (слов'яр)
- Чеська мова — Textař
- Шведська мова — Sångtextförfattare

## Відомі текстярі
- Українські
  - Бойко Григорій Пилипович
  - Бригинець Олександр Михайлович
  - Воньо Мирослав Михайлович
  - Вратарьов Олександр Львович
  - Галябарда Степан Петрович
  - Герасимов Віктор
  - Демиденко Андрій Петрович
  - Десятник Григорій Овсійович
  - Жуковський Станіслав Віталійович
  - Крищенко Вадим Дмитрович
  - Лазаренко Віталій Іванович
  - Луценко Дмитро Омелянович
  - Кудлик Роман Михайлович
  - Мага Петро Олексійович
  - Масенко Терень
  - Матвійчук Анатолій Миколайович
  - Простопчук Василь Васильович
  - Севернюк Тамара Артемівна
  - Ткачівський Ярослав Васильович
- Зарубіжні
  - Дербеньов Леонід Петрович (Росія)
  - Добронравов Микола Миколайович (Росія)
  - Завальнюк Леонід Андрійович (Росія)
  - Франко Каліфано (Італія)
  - Могол (Італія)
  - Олєв Наум Миронович (Росія)
  - Рижов Кім Іванович (Росія)
  - Берні Топін (Англія)
  - Рейно Хелісмаа (Фінляндія)
  - Ленґстон Х'юз (США)